# Харджиев, Николай Иванович
Никола́й Ива́нович Ха́рджиев (26 июня 1903, Каховка, Таврическая губерния — 10 июня 1996, Амстердам, Нидерланды) — русский писатель, историк новейшей литературы и искусства, текстолог, коллекционер.

## Биография и творчество
Родился 26 июня 1903 года в Каховке. Отец — Иван Егорович Харджиев (родом из армянской семьи) — до 1917 года был служащим банка, после революции стал работником по снабжению, работал в заповеднике Аскания-Нова, мать — Хрисиклия Мильтиадовна Янсилопуло, гречанка из города Измир.
В семье было четверо детей. Среднюю школу окончил в Каховке.
В 1925 году окончил юридический факультет Одесского университета. Начал публиковаться в 1921 году, работал в газете «Моряк» корректором. Иронический портрет Харджиева в этот период, под именем Харито, фигурирует в повести К. Паустовского «Чёрное море». В Одессе подружился с Э. Багрицким, который донашивал за ним одежду. Когда поэт решился выбраться из Одессы в столицу,

жена постаралась одеть Багрицкого получше, сшила ему брюки. Но нижнего белья не было. И вот, в последний момент, когда Багрицкий должен был ехать на вокзал, он с ужасом подумал о том, что в международном вагоне нужно будет, по всей вероятности, раздеваться на ночь, а он едет без нижнего белья. Харджиев, который был с ним в это время, срочно поехал домой и привёз ему на вокзал кальсоны и нижнюю рубашку, их Багрицкий должен был надеть в поезде, вечером в уборной.
В конце 1920-х годов Харджиев переехал в Ленинград, а потом в Москву. Был близок к кругу футуристов, Ю. Тынянову, Б. Эйхенбауму и В. Шкловскому, младшим опоязовцам (В. Тренин, Т. Гриц, М. Никитин). В то же время познакомился с Кручёных, с которым они потом сорок лет «бесконечно ссорились и не могли расстаться друг с другом. Очень дружили».
В 1928 году на вечере ОБЭРИУ в ленинградском Институте истории искусств познакомился с Хармсом, Введенским и Заболоцким, которые там выступали.
На вечер пришёл и живший при институте Малевич. Встреча эта, по воспоминаниям Харджиева, оказала на него огромное влияние.

«На меня наибольшее влияние оказывали художники, а не поэты и филологи. Больше всего в понимании искусства я обязан Малевичу. С Татлиным я тоже очень дружил, причём скрывал это от Малевича. Они были врагами, и мне приходилось скрывать от каждого из них то, что я общаюсь с другим. К счастью, один из них жил в Москве, a другой в Ленинграде».

В 1928 году Харджиев некоторое время жил в Кунцеве у Багрицкого, здесь он познакомился с Осипом Мандельштамом, который позже говорил, что у Харджиева «абсолютный слух на стихи».
В 1930 году произошло знакомство с Анной Ахматовой. Знакомство это перешло в многолетнюю дружбу, о чём красноречиво свидетельствуют надписи на подаренных Ахматовой книгах:

Надпись на сборнике «Из шести книг» (Л., 1940):
Николаю Ивановичу Харджиеву в десятую годовщину нашей дружбы. Анна Ахматова. 29 июня 1940
Надпись на книге «Бег времени»:
Пусть эта книга будет памятником нашей тридцатипятилетней ничем не омрачённой Дружбы.
Николаю Ивановичу Харджиеву Анна Ахматова 30 октября 1965. Москва

Харджиев помогал Ахматовой в подготовке её статей об А. С. Пушкине, переводах старых корейских поэтов (ряд переводов принадлежит ему). Н. И. Харджиеву были посвящены стихотворения Ахматовой «Воронеж», «Про стихи Нарбута» (с наследием которого её познакомил Харджиев). Ответственный секретарь комиссии по литературному наследию Э. Багрицкого (1934). Член Союза писателей с 1940 года.

Р. Фальк. Художница Лидия Васильевна Чага. 1941

Восьмиметровую комнату Харджиева в Марьиной Роще (Александровский пер., 43, кв. 4) Ахматова называла «убежищем поэтов». Там бывали Пастернак, Кручёных, Нарбут, Зенкевич, Хармс, Введенский, Олейников, Малевич, Татлин, Чурилин, Суетин, Пунин, Мандельштам и многие другие. Здесь в начале июня 1941 года произошла встреча Анны Ахматовой и Марины Цветаевой.
Осенью 1941 года, во время наступления немцев на Москву, Харджиев со своим другом Трениным записался в ряды ополченцев в Союзе писателей. Ополченцев в штатской одежде отправили пешком к линии фронта. Городские ботинки быстро развалились, Харджиев шёл практически босиком, простудился и почти в беспамятстве был оставлен в глухой деревушке далеко от Москвы. Весь отряд погиб, среди погибших был и Тренин. Харджиев был награждён медалью «За оборону Москвы».
В ноябре 1941 года эвакуировался в Алма-Ату, где работал в сценарном отделе «Мосфильма» у С. Эйзенштейна. В Алма-Ате Харджиев пробыл до декабря 1942 года.

После войны жил в двухкомнатной квартире на Кропоткинской улице (д. 17, кв. 70). Сосед Харджиева в 1960—1970-х годах, историк М. А. Давыдов (1939—2013), оставил описание его жилища:
«Никакой „достопочтенности“. Выбеленные стены были живописно украшены узором трещин. На потолке обширные зияния — следы неравного и вечного боя с обитательницей верхней квартиры „шлюхой Ананьевой“.
Комнаты очень чистые. Никакой архивной, книжной и даже пыли веков не было и в помине. В прихожей простые деревянные книжные полки. Хозяин не любил <…> жить „в книжном шкафу“».
В кабинете, обставленном дачной складной мебелью, у окна однотумбовый письменный стол, рядом скромный книжный шкаф с прижизненными изданиями поэтов. Над дверью — квадрат Малевича, на стенах и за стёклами шкафа — частично периодически меняющаяся экспозиция картин и рисунков — Ларионов, Гуро, Бромирский, Маяковский, Чакрыгин, Матюшин, Фонвизин, Розанова, Моргунов.
У стола — «огромное кожаное кресло с широкими подлокотниками и высокой мягкой спинкой», некогда принадлежавшее отчиму второй жены Харджиева Л. В. Чаги, художнику Д. И. Митрохину. «Кто только на нём ни сидел. А. Ахматова в кимоно, Р. Якобсон, Д. Бурлюк и т. д. Прожитые годы и множество сидельцев сказались на наружности и нраве почтенного предмета мебели. Сиденье его опустилось почти до пола, а подлокотники ходили ходуном».
«Н. И. любым житейским событиям находил художественную форму. Обычные хозяйственные вылазки в магазины давали впечатлений не меньше, чем смотрины Делакруа или Редона на выставке французского искусства в Пушкинском музее. С ним равно увлекательно было и разглядывать „живописное вещество“ картины Делакруа „Битва при Пуатье“, и выбирать сливы у сварливой торговки. А выбор и покупка выходного костюма в магазине одежды на Фрунзенской был одновременно мистерией, драмой и балетом».
Харджиев — автор повести «Янычар» (1933, илл. В. Фаворского), биографической книги о П. Федотове «Судьба художника» (1954). Ему принадлежит множество экспериментальных и шуточных стихотворений. Член Союза писателей СССР (1940). Писал стихи, публиковавшиеся под псевдонимом «Феофан Бука» в самиздатском журнале «Транспонанс».

Авторитетнейший специалист по истории русского литературного и живописного авангарда, издавший и откомментировавший сочинения В. Маяковского, В. Хлебникова, В. Гнедова, О. Мандельштама и др. В 1980-х годах высоко оценил творчество Е. Мнацакановой.
Младший современник как-то сказал Харджиеву: «…прав был Хармс, когда огорчался, узнав, что вы решили стать учёным. А вы художник. <…> Ведь вы столько лет делали из Моцарта Сальери и преуспели в этом». — «Ничего, зато… старик почтенный», — ответил Н. И.
…Моцартом он всегда и оставался, всю жизнь. Всё, чего Н. И. касался, превращалось в драгоценный источник «музыки жизни». Будь то стих, картина, слово, обычная житейская ситуация. А Н. И. учёный — это ведь только частица его таланта. Просто он «удостоил» быть учёным. Всех же нас он просто щедро «дарил своим бытием».

## Семья
- Был женат на Серафиме Суок (Нарбут). По словам Э. Г. Герштейн, Сима воспользовалась возможностью уехать осенью 1941 года из Москвы в эвакуацию. «Он обвенчался с нею и повёз её как свою жену»[15].
- Вторая жена — художница Лидия Васильевна Чага (3 [16] апреля 1912 — 7 ноября 1995) была с Харджиевым до последнего дня своей жизни. О том, как долго продолжался их союз, можно судить по косвенным сведениям — в письме к Н. И. Харджиеву, отправленном из Ленинграда 6 октября 1954 года, А. А. Ахматова передаёт привет Лидии Васильевне[6].
По воспоминаниям Константина Ваншенкина, Лидия Васильевна Чага была «интересная, яркая. Во время войны — медсестра. А ещё и балерина, и кукольница. Словом, большая мастерица»[16]. Художник Д. И. Митрохин был её отчимом[17].

«Чага работает в оригинальном жанре. Она делает скульптуры из… бумаги. <…> В своё время она начала делать детские игрушки-самоделки для вырезания и оклеивания. Постепенно <…> стала создавать сложные композиции — подлинно декоративные скульптуры».

## Архив Харджиева

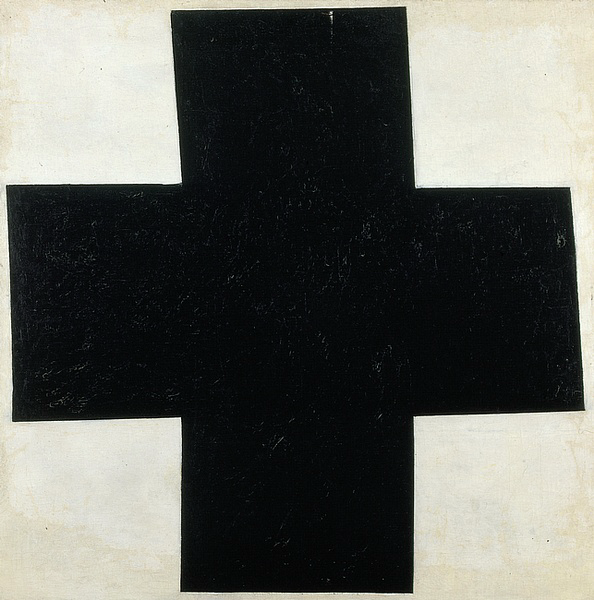
К. Малевич. Чёрный крест. 1915. Центр Помпиду. Париж

Харджиеву принадлежал уникальный частный архив. Он собрал богатейшую коллекцию русского авангардного искусства, книжных изданий и документов эпохи. По словам самого Харджиева, «такого не было в Ленинской библиотеке», «такого не было в государственных собраниях». Авторы сами дарили ему свои произведения, как другу и человеку, понимающему их творчество. Все эти бесценные ныне автографы он собирал и изучал в то время, когда ими мало кто интересовался, и сохранял в годы гонений на их авторов.
Харджиев не был просто коллекционером, он был учёным, для которого каждый автограф,
каждый документ являлся прежде всего предметом исследования и прирастал новыми вещами.
— Татьяна Горяева, директор РГАЛИ
В последние годы жизни учёного, когда коллекция стала стоить миллионы, её «разворовали в пух и прах». В конце концов, Николай Иванович, которого считали крайне недоверчивым, стал жертвой именно своей доверчивости, положившись на помощь алчных, лишённых стыда людей — ему даже в голову не приходило, что они могут оказаться столь непорядочными. «У меня было рисунков Малевича, вероятно, несколько сот. Что от них осталось, я не знаю. <…> Книги Хлебникова с его поправками исчезли тоже. Канонические тексты».
Первый раз жертвой ограбления, которое позже будет названо «кражей века» и «идеальным преступлением» (совершённым с гарантией невозможности преследования по закону), Николай Иванович стал в 1977 году. «Человек, на чьей отсутствующей совести лежит ограбление старшего коллеги — шведский славист Бенгт Янгфельдт». Под предлогом материального обеспечения переезда учёного на Запад, где тот планировал заниматься научной и издательской деятельностью, Янгфельдт по дипломатическим каналам тайно вывез в Швецию четыре картины Казимира Малевича, принадлежавшие Харджиеву:

1. Супрематизм с микро-красными элементами, 79 х 79;
2. Сдвинутый квадрат (охра), 79 х 70,5;
3. Белое на чёрном (белый квадрат), 79 х 79;
4. Чёрный крест, 79 х 79.

Разрешения на выезд Харджиев не получил, и Янгфельдт присвоил себе картины, несмотря на то, что 28 августа 1977 года Харджиев передал ему через Розмари Циглер (профессора-славистку из Вены) письмо с требованием возвращения картин.
М. А. Давыдов вспоминал:
«Вообще Малевич приносил Н. И. несчастье. Два его визита в комнатушку Харджиева в Марьиной Роще на первом этаже завершились грабежами хозяина.

— Я иду его провожать, возвращаюсь — полная пустота, даже подушку утащили. Ну что же, утешал себя я, где появляется Малевич — там воцаряется беспредметность».
В 1980 году одна из картин, под названием «Чёрный крест», была продана Янгфельдтом Центру Помпиду в Париже. Дождавшись истечения 25-летнего срока, после которого преступление становится неподсудным, Янгфельдт, по определению Мейлаха, занялся отмыванием украденных картин.
В 2004 году стокгольмский Музей современного искусства получил в дар от Янгфельдта картину Казимира Малевича, получившую название «Супрематическая композиция: белый квадрат на чёрном фоне».
В 2004 году в статье «Кража века?» шведский славист Ларс Клеберг писал:

«Вопрос о праве владения и о месте помещения этих работ Малевича давно перестал быть вопросом частной жизни Бенгта Янгфельдта. Общественность имеет право потребовать, чтобы такая государственная организация, как Музей современного искусства, принимая в дар картину Малевича „Белый квадрат“… которая долгое время и на многих достоверных основаниях считалась украденной, доказала публично, что „даритель“ — законный — владелец этой работы; потребовать, чтобы Янгфельдт объяснил, каким образом работа номер 3 из письма Харджиева попала в Центр Помпиду в Париже и куда девались работы номер 1 и 2 из того же письма».
Однако никакого официального ответа не последовало, а принятие картины таким крупным государственным музеем равносильно признанию дарителя законным владельцем.
Картина «Супрематизм с микро-красными элементами», была переименована в «Супрематическую композицию» и в 2006 году продана базельскому Фонду-музею Байелера. О судьбе четвёртой картины до настоящего времени нет сведений.
Дальнейшая судьба коллекции Харджиева ещё более драматична и запутанна.
8 ноября 1993 года, по приглашению Амстердамского университета, 90-летний Николай Иванович Харджиев и его 83-летняя жена, Лидия Васильевна Чага, уезжают из России в Голландию.
О том, как был организован этот переезд на Запад, известно из писем, которые написала Л. В. Чага своей московской знакомой летом 1994 года.
Осенью 1992 года в Москве оказался профессор Института славистики Амстердамского университета Виллем Вестстейн с предложением напечатать все материалы Харджиева к юбилею Маяковского и поинтересовался, не приедет ли Николай Иванович в гости. На это Харджиев ответил, что

 «по возрасту ему по гостям ездить уже поздно, а так как быт у нас труден и его печатают вечно с искажениями, то он приехал бы насовсем, отдав музеям свою коллекцию, а институту архив, и сам редактировал бы свои работы, сколько успеет». 
.
Но трудность, по его глубокому убеждению, заключалась в том, что легально вывезти архив ему не позволят. Тогда Вестстейн взялся за организацию контрабандного вывоза коллекции. Весной 1993 года он привёз к Харджиеву Кристину Гмуржинску, владелицу «Галереи Гмуржинска» (Galerie Gmurzynska) в Кёльне. Эта галерея, специализирующаяся на произведениях русского авангарда, была основана в 1960-х годах матерью Кристины, которую Харджиев когда-то знал лично.
30 сентября 1993 года в Москве Кристина Гмуржинска, директор «Галереи Гмуржинска» Матиас Расторфер и профессор Института славистики Амстердамского университета Виллем Вестстейн подписывают с Харджиевым и Чагой договор о выплате им по прибытии в Амстердам 2,5 миллионов долларов. (Эта сумма должна была обеспечить жизнь супругов за рубежом.) Взамен «они выбрали 6 наиболее сохранившихся вещей с тем, что 2 из них мы им продаём, остальные 4 передаются на „вечное хранение“, то есть без права продажи, а с обязательством передать в музеи. За это обещано было гарантировать сохранную доставку архива».
Из тех же писем и последнего интервью Н. И. Харджиева известно, что не дав старикам опомниться, «доброхоты» в невероятной спешке упаковали и вынесли практически всё — «Да, да, кидали в чемоданы и быстро, быстро убегали. Причём даже эта прекрасная Гмуржинска таскала стопудовые чемоданы. Меня поразила её женская сила».
Сначала архив и коллекция попали в специально оборудованную квартиру-сейф на Тверской улице в Москве, а затем по частям стали вывозиться за границу. Харджиев же не соглашался выезжать до тех пор, пока его не убедили в том, что архив и коллекция уже благополучно переправлены на Запад.
Но, вопреки обещаниям, картин и архива в Голландии не оказалось. «Н. И. в Амстердаме, узнав, что ничего не прибыло, заболел желтухой и начал кричать: „Где мои бумаги“ и кричал всё время».
22 февраля 1994 года в московском аэропорту Шереметьево при досмотре таможней был задержан гражданин Израиля Дмитрий Якобсон. Подозрение вызвали несколько объёмных чемоданов. Дежурный искусствовед определил, что в них находятся «рукописи поэта Велимира Хлебникова, письма Казимира Малевича, бумаги Осипа Мандельштама и Анны Ахматовой и редчайшие материалы по истории русского футуризма».
Все документы были конфискованы. Якобсон был отпущен, так как утверждал, что его только попросили перевезти чемоданы в Германию, и улетел в Дюссельдорф.
Среди конфискованных российской таможней бумаг (3,5 тысячи документов) был найден договор с Гмуржинской. Только после скандала с таможней, остатки коллекции и архива были доставлены Гмуржинской из Германии в Амстердам и были помещены Харджиевым в сейф одного из банков. При этом и Харджиев, и Чага были уверены, что Гмуржинска вернула далеко не всё. Но и из сейфа ценности продолжали исчезать. По мнению Харджиева, это было делом рук Вестстейна, у которого был доступ к сейфу:

«Но когда их получили из сейфа, то оказалось, что ряд книг уже вытащил Вестстейн… Там были творения Хлебникова, прижизненные издания с его поправками. Всё это уже у Вестстейна, конечно. Потому что я получил без этих книг». 
В Голландии супруги, не говорящие ни на одном иностранном языке, без вида на жительство, нуждающиеся в элементарном уходе, оказались в полной изоляции и финансовой зависимости от Гмуржинской. К тому же они обвинялись в нарушении российского законодательства — следственным управлением ФСБ РФ было возбуждено уголовное дело по факту покушения на контрабанду. Пожилой чете пришлось вести трудные переговоры сразу с двумя партнёрами — «Галереей Гмуржинска» и Министерством культуры РФ.
2 сентября 1994 года в Амстердаме был оформлен договор о продаже «Галерее Гмуржинска» уже всех 6 работ Казимира Малевича за ту же сумму — 2,5 млн долларов США. При этом в договор был включён пункт о возможности «продажи в будущем этих работ в признанные коллекции — музеи, частные собрания — при обязательном условии, что покупатель может оценить культурно-историческое значение приобретённых вещей».
В обмен на прекращение уголовного дела о незаконном вывозе культурных ценностей, Министерство культуры РФ настаивало на передаче всего вывезенного архива Харджиева в посольство РФ в Нидерландах. А также призывало учёного подарить Российскому государственному архиву литературы и искусства (РГАЛИ) задержанную на шереметьевской таможне часть архива. В конце концов, конфискованный архив по факту уже принадлежал России и Харджиеву ничего не оставалось, как сделать этот подарок. 2 ноября 1994 года он подписывает документ о передаче архива с условием, что он будет закрытым фондом в течение 25 лет, то есть до 2019 года.
27 июля 1995 года, составляя завещание, Харджиев назначает своим наследником Бориса Абарова, ставшего опекуном престарелой пары в 1995 году.
7 ноября 1995 года погибла Лидия Чага. Харджиев остался один.
9 ноября 1995 года — для управления оставшейся частью архива и коллекции произведений искусства в Амстердаме был зарегистрирован фонд «Харджиев — Чага».
10 июня 1996 года — Николай Иванович Харджиев умер. Его многострадальная коллекция снова подверглась разграблению. Фонд поменял свою политику. Вместо записанного в Уставе положения о «сохранении коллекции как единого целого», принимается решение о продаже лучшего.
В 2004 году российские представители начинают переговоры с голландской стороной о передаче в РГАЛИ архивной части коллекции Харджиева для воссоединения двух частей архива. В 2006 году сторонами был подписан договор о проведении научного описания обеих частей и микрофильмировании всех материалов, для последующего обмена микрофильмами.
14 декабря 2011 года в Российский государственный архив литературы и искусства была возвращена из Нидерландов уникальная коллекция русского авангарда из архива Николая Ивановича Харджиева.

«Общий объём переданной в РГАЛИ голландской части архива — 1427 единиц хранения с материалами А. Кручёных, Эль Лисицкого, К. Малевича, Г. Клуциса, И. Клюна, М. Ларионова, О. Мандельштама, В. Хлебникова».
По словам Татьяны Горяевой, директора РГАЛИ, в Москву вернулась только архивная части коллекции Харджиева — живописные произведения по-прежнему находятся в фонде.

«Мы даже не вели переговоры на предмет того, что касается живописи, — это не наша епархия, и картины из собрания Харджиева остались за рубежом в разных местах».

## Награды
- Лауреат премии Алексея Кручёных (Херсон, 1990).

### Об архиве и собрании Н. И. Харджиева
- «Я считаю, что всё это должно быть в РГАЛИ…»: Беседа А. Маньковского с Н. Б. Волковой в Российском государственном архиве литературы и искусства // Наше наследие : журнал. — М., 2002. — № 61.
- Мейлах, М. Кража века, или Идеальное преступление: Харджиев против Янгфельдта // OpenSpace.ru. — 2012. — 12 апр.
- Козлов, Г., Акинша, К. Поле битвы достаётся мародёрам (Судьба уникального собрания Николая Харджиева: пять лет вне закона) // Стенгазета. — М., 2007. — 4 окт. То же: Итоги. — 1998. — № 19
- Rottenberg, H. Meesters, marodeurs: de lotgevallen van de collectie-Chardzjiëv. — Amsterdam: J. Mets, 1999.
- Корсакова, И., Прохоров, К. Долгая дорога в запасники Стеделик музея: Ещё раз о завещании Николая Харджиева // Культура : газета. — М., 1999. — 29 дек.
- Клеберг, Л. Кража века? // Dagens Nyheter. — 2004. — 4 июня.

- В Амстердаме началась подготовка к возвращению в Москву архива Николая Харджиева. — Радио Свобода, 2006. — 13 июня.

- Состоялась презентация возвращённого из Нидерландов в Россию уникального архива русского авангарда Н. И. Харджиева // Архивы России. — 2011. — 14 дек.

### О Харджиеве
- Бабаев, Э. Г. А. А. Ахматова в письмах к Н. И. Харджиеву (1930—1960-е гг.) // Тайны ремесла: Ахматовские чтения. — М.: Наследие, 1992. — Вып. 2. — С. 198—228. — ISBN 5-201-13180-8.

- Морозов, А. Памяти Н. И. Харджиева // Литературная газета. — М., 1996. — 26 июня.

- Бабаев, Э. Г. Воспоминания. — СПб.: ИНАПРЕСС, 2000.

- Поэзия и живопись: Сборник трудов памяти Н. И. Харджиева / под ред. М. Б. Мейлаха и Д. В. Сарабьянова. — М.: Языки русской культуры, 2000. — (Язык. Семиотика. Культура). — 848 с. — ISBN 5-7859-0074-2
- A legacy regained: Nikolai Khardzhiev and the Russian avant-garde / Petrova E., a.o. Bad Breisig: Palace Ed., 2002
- Козовой, В. Тайная ось: Николаю Ивановичу Харджиеву — 90 лет. Последняя встреча: Амстердамский дневник // Козовой, В. Тайная ось: Избранная проза. — М.: Новое литературное обозрение, 2003. — С. 163—168, 169—174.
- Гардзонио, С. Николай Харджиев и поэтика Обэриу // Поэт Александр Введенский: сб. м-лов. — Белград; М., 2006.
- Давыдов, М. А. Разговоры с соседом // Тыняновский сборник: Двенадцатые — Тринадцатые — Четырнадцатые Тыняновские чтения : Исследования. Материалы. — М.: Водолей, 2009. — Т. 13. — С. 612—634. — ISBN 978-5-91763-002-1.
- Сарабьянов А. Д. Харджиев Николай Иванович // Энциклопедия русского авангарда: Изобразительное искусство. Архитектура  / Авторы-составители В. И. Ракитин, А. Д. Сарабьянов; Научный редактор А. Д. Сарабьянов. — М.: RA, Global Expert & Service Team, 2013. — Т. II: Биографии. Л—Я. — С. 517—518. — ISBN 978-5-902801-11-5.